# Matthew Parry

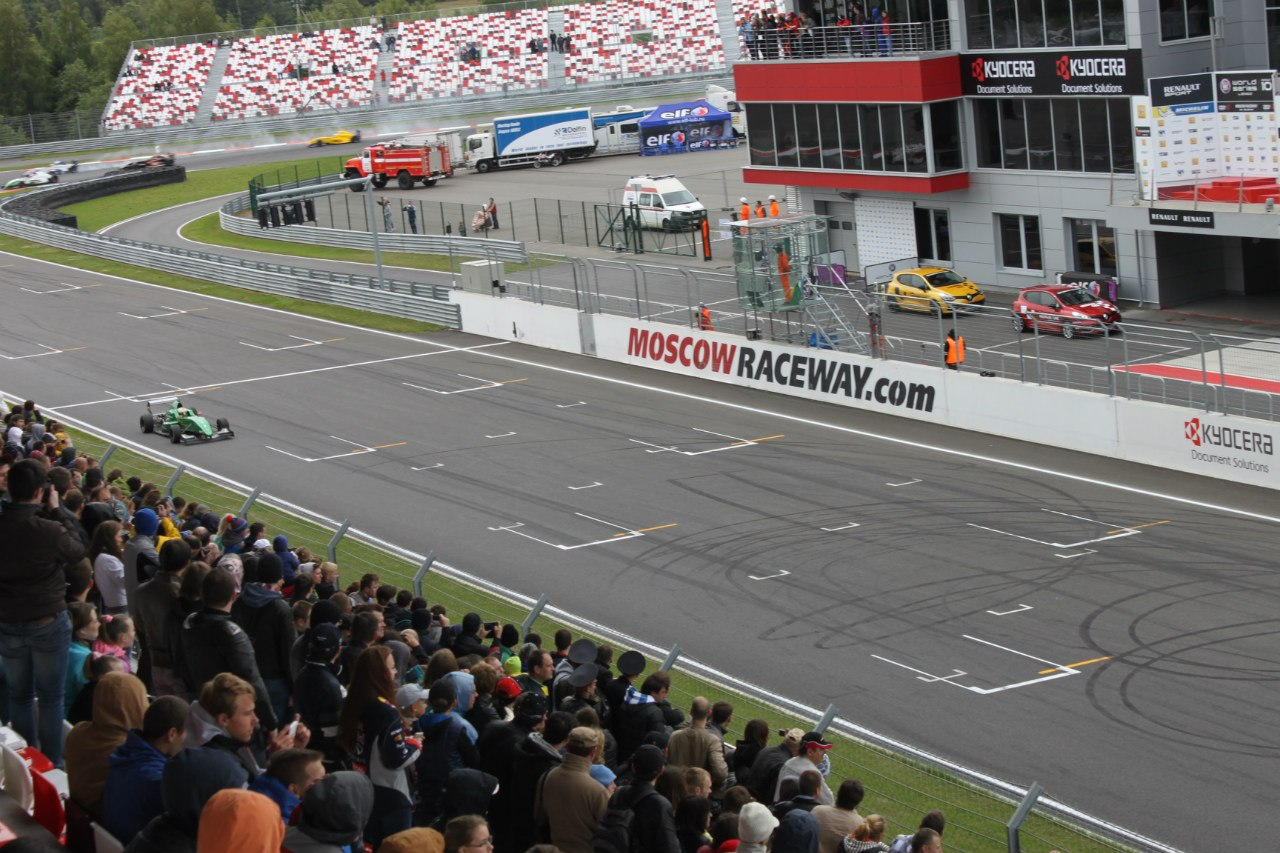
Matthew Parry 2014

Matthew „Matt“ Parry (* 14. Januar 1994 in Cardiff, Wales) ist ein britischer Automobilrennfahrer. Er startete 2015 und 2016 in der GP3-Serie.

## Karriere
Parry begann seine Motorsportkarriere 2006 im Kartsport, in dem er bis 2010 aktiv blieb. Unter anderem gewann er 2010 den Titel der Super 1 National Rotax Max Junior. 2011 wechselte Parry in den Formelsport. Er wurde seitdem bis zur Insolvenz des Rennstalls 2014 vom Caterham F1 Team gefördert. Parry startete für Fluid Motorsport in der britischen Formel Ford und schloss seine Debütsaison mit einem vierten Platz als bestem Ergebnis auf dem achten Platz ab. 2012 ging Parry für Fortec Motorsports in der InterSteps Championship an den Start. Er gewann 13 von 23 Rennen und entschied die Meisterschaft für sich.
2013 blieb Parry bei Fortec Motorsports und wechselte in die nordeuropäische Formel Renault. Parry gewann fünf Rennen und entschied die Meisterschaft mit 289 zu 230 Punkten gegen seinen Teamkollegen Jack Aitken für sich. Darüber hinaus absolvierte er für Fortec Motorsports und Koiranen GP je zwei Gaststarts im Formel Renault 2.0 Eurocup bzw. der alpinen Formel Renault. In der alpinen Formel Renault kam er einmal auf dem dritten Platz ins Ziel. Für seine Leistungen im Jahr 2013 wurde Parry mit dem  McLaren Autosport BRDC Award ausgezeichnet. Neben einer Prämie in Höhe von 100.000 Pfund Sterling erhielt er als Preis einen Formel-1-Test mit McLaren. 2014 startete Parry für Fortec Motorsports im Formel Renault 2.0 Eurocup. Mit einem dritten Platz als bestem Ergebnis beendete er die Saison auf dem elften Gesamtrang. Teamintern unterlag er Aitken mit 57 zu 86 Punkte. Darüber hinaus absolvierte er für Fortec Motorsports sechs Gaststarts in der alpinen Formel Renault.
2015 wechselte Parry zu Koiranen GP in die GP3-Serie. Mit drei dritten Plätzen als beste Ergebnisse wurde er Achter in der Fahrerwertung. 2016 blieb Parry bei Koiranen GP in der GP3-Serie. Er gewann ein Rennen und erreichte als bester Fahrer seines Rennstalls Gesamtplatz neun.

## Statistik

### Karrierestationen
| - 2006–2010: Kartsport - 2011: Britische Formel Ford (Platz 8) - 2012: InterSteps Championship (Meister) | - 2013: Nordeuropäische Formel Renault (Meister) - 2014: Formel Renault 2.0 Eurocup (Platz 11) - 2015: GP3-Serie (Platz 8) | - 2016: GP3-Serie (Platz 9) |

### Einzelergebnisse in der GP3-Serie
| Jahr | Team        | 1   | 2   | 3   | 4   | 5   | 6   | 7   | 8   | 9   | 10  | 11  | 12  | 13  | 14  | 15  | 16  | 17  | 18  | Punkte | Rang |
| ---- | ----------- | --- | --- | --- | --- | --- | --- | --- | --- | --- | --- | --- | --- | --- | --- | --- | --- | --- | --- | ------ | ---- |
| 2015 | Koiranen GP | ESP | ESP | AUT | AUT | GBR | GBR | HUN | HUN | BEL | BEL | ITA | ITA | RUS | RUS | BRN | BRN | UAE | UAE | 67     | 8.   |
| 2015 | Koiranen GP | 13  | 9   | 13  | 7   | 3   | 5   | 5   | 3   | DNF | DNF | DSQ | DNF | 7   | DNF | 11  | 3   | 6   | 24  | 67     | 8.   |
| 2016 | Koiranen GP | ESP | ESP | AUT | AUT | GBR | GBR | HUN | HUN | GER | GER | BEL | BEL | ITA | ITA | MAS | MAS | UAE | UAE | 82     | 9.   |
| 2016 | Koiranen GP | 12  | 20  | 6   | 7   | 4   | 16  | 1   | 5   | 3   | 7   | DNF | DNF | 9   | 17  | 9   | 4   | DNF | 12  | 82     | 9.   |